# 5847 Wakiya
5847 Wakiya è un asteroide della fascia principale. Scoperto nel 1989, presenta un'orbita caratterizzata da un semiasse maggiore pari a 2,5425929 UA e da un'eccentricità di 0,3030809, inclinata di 6,58281° rispetto all'eclittica.